# جورج سیموند
 جورج سیموند (انگلیسی: George Simond؛ ۲۳ ژانویهٔ ۱۸۶۷ – ۹ آوریل ۱۹۴۱) یک تنیس‌باز اهل بریتانیا بود.